# عزيقه
عزيقه، موقع أثري ذو أهمية توراتية في وادي الخليل في فلسطين ويبعد 26 كلم شمال غرب مدينة الخليل، معنى إسمها هو البيضاء باللغة الكنعانية.